# مركز حماية التراث الثقافي المغمور تحت المياه (السعودية)
مركز حماية التراث الثقافي المغمور تحت المياه بالسعودية، هو مركز تابع لهيئة التراث إحدى هيئات وزارة الثقافة السعودية، أُعلن عن تأسيسه في نوفمبر 2020. اُعلن عن خططه التنفيذية في أغسطس 2022، لحماية واكتشاف التراث المغمور تحت مياه البحر. وفقًا لإحصائيات منظمة الأمم المتحدة للتربية والعلم والثقافة "اليونسكو"، يوجد تحت المياه حوالي ثلاثة ملايين سفينة ومدينة في العالم. كما تشير التقديرات إلى وجود آلاف المواقع الأثرية العائدة لحقب ما قبل التاريخ والعصور البشرية القديمة تحت سطح البحار والمحيطات. يقوم المركز بأعماله بالتعاون العلمي مع عدد من الجامعات المحلية والدولية، من بينها مدينة الملك عبد الله للعلوم والتقنية "كاوست" عبر مركز أبحاث البحر الأحمر، وجامعة الملك عبد العزيز بجدة، وجامعة نابولي الإيطالية.

## المواقع المكتشفة
استهلت هيئة التراث عملها في المشروع في المدة من 13 يوليو إلى 5 سبتمبر 2022، تم خلالها مسح المنطقة الواقعة ما بين رأس الشيخ حميد حتى حطام السفينة الغارقة في أُملج، وأسفر ذلك عن اكتشاف 25 موقعاً أثرياً على طول مسار المسح الواقع في تبوك شمال غرب السعودية منها: رأس الشيخ حميد الواقع بداية خليج العقبة، ومحافظة ضبا، ومحافظة الوجه، ومحافظة أملج.

## اكتشاف حطام سفينة أملج
شهدت منطقة "حطام سفينة أملج" مسحاً أثرياً سابقاً خلال عامي 2015 و2016، بالتعاون مع فريق إيطالي من جامعة نابولي، والذي كشف عن حطام سفينة تعود إلى ما يزيد على 100 عام، وفي عملية المسح الأخيرة نُظّف سطح الحطام الظاهر فوق سطح البحر، كما عُثر بجانبه على تل من الفخار المتراكم بسبب سقوط حمولة السفينة، واستخراج المئات من خزف البورسلان الصيني بعضها بشكل مكتمل وسليم، كما عُثر على عدد من المعادن المختلفة.